# 20536 Tracicarter
20536 Tracicarter (1999 RF81) là một tiểu hành tinh vành đai chính được phát hiện ngày 7 tháng 9 năm 1999 bởi Nhóm nghiên cứu tiểu hành tinh gần Trái Đất phòng thí nghiệm Lincoln ở Socorro.